# 悪人/その先へ
「悪人/その先へ」（あくにん/そのさきへ）は、2015年9月2日発売されたTHE BACK HORNのシングルとしては通算23作目となる2枚目の両A面シングル。

## 概要
表題曲「悪人」と「その先へ」の2曲にカップリングの「路地裏のメビウスリング」を加えた全3曲を収録。「悪人」は強烈な歌詞と複雑な展開が印象的なロックチューン、「その先へ」は豪快なギターリフが印象的な、THE BACK HORN結成時の衝動や未来に向けての思いがつづられたナンバーとなっている。
表題曲にはそれぞれミュージック・ビデオが制作された。「悪人」のミュージック・ビデオは歌詞の中で描かれている物語がシルエットのみで表現されている。「その先へ」のミュージック・ビデオは過去にもTHE BACK HORNの映像作品を手がけてきた清水康彦が監督を務めており、昇っていく朝日を浴びながら演奏するメンバー4人の姿を写したものとなっている。
初回盤特典DVDには、2014年12月に行われた3rdアルバム『イキルサイノウ』の再現ライブ「『イキルサイノウ』完全再現ライブ from マニアックヘブンVol.8 (2014.12.25)」の模様が収録される。

## 収録曲

### CD
| 全作詞・作曲: 菅波栄純、全編曲: THE BACK HORN。 |                            |          |            |      |
| #                                               | タイトル                   | 作詞     | 作曲・編曲 | 時間 |
| 1.                                              | 「悪人」                   | 菅波栄純 | 菅波栄純   | 4:46 |
| 2.                                              | 「その先へ」               | 菅波栄純 | 菅波栄純   | 4:03 |
| 3.                                              | 「路地裏のメビウスリング」 | 菅波栄純 | 菅波栄純   | 4:10 |

### DVD（初回限定盤のみ）
| #   | タイトル                 | 作詞 | 作曲・編曲 | 時間 |
| --- | ------------------------ | ---- | ---------- | ---- |
| 1.  | 「惑星メランコリー」     |      |            | 4:51 |
| 2.  | 「光の結晶」             |      |            | 5:29 |
| 3.  | 「孤独な戦場」           |      |            | 4:39 |
| 4.  | 「幸福な亡骸」           |      |            | 4:58 |
| 5.  | 「花びら」               |      |            | 4:40 |
| 6.  | 「プラトニックファズ」   |      |            | 5:08 |
| 7.  | 「生命線」               |      |            | 4:34 |
| 8.  | 「羽根〜夜空を越えて〜」 |      |            | 6:01 |
| 9.  | 「赤眼の路上」           |      |            | 4:56 |
| 10. | 「ジョーカー」           |      |            | 5:45 |
| 11. | 「未来」                 |      |            | 5:49 |